# Großenstein
Großenstein ist eine Gemeinde im Norden des thüringischen Landkreises Greiz. Sie gehört zur Verwaltungsgemeinschaft Am Brahmetal und befindet sich unweit von Ronneburg im Sprottetal.

## Geographie

### Geographische Lage
Durch die Gemeinde fließt die Großensteiner Sprotte. Das Gemeindegebiet wird nach der naturräumlichen Gliederung des Landes Thüringen dem Rand des Altenburger Lössgebiets zugerechnet. Das Gemeindegebiet wird jenseits der Siedlungsfläche fast ausschließlich landwirtschaftlich genutzt. Die nächsten Städte sind Ronneburg (3 km südlich), Gera (5 km westlich) und Schmölln (7 km östlich).

### Nachbargemeinden
Angrenzende Gemeinden sind Bethenhausen, Brahmenau, Korbußen, Reichstädt, Schwaara und die Stadt Ronneburg im Landkreis Greiz sowie Löbichau und die Stadt Schmölln im Landkreis Altenburger Land.

### Gemeindegliederung

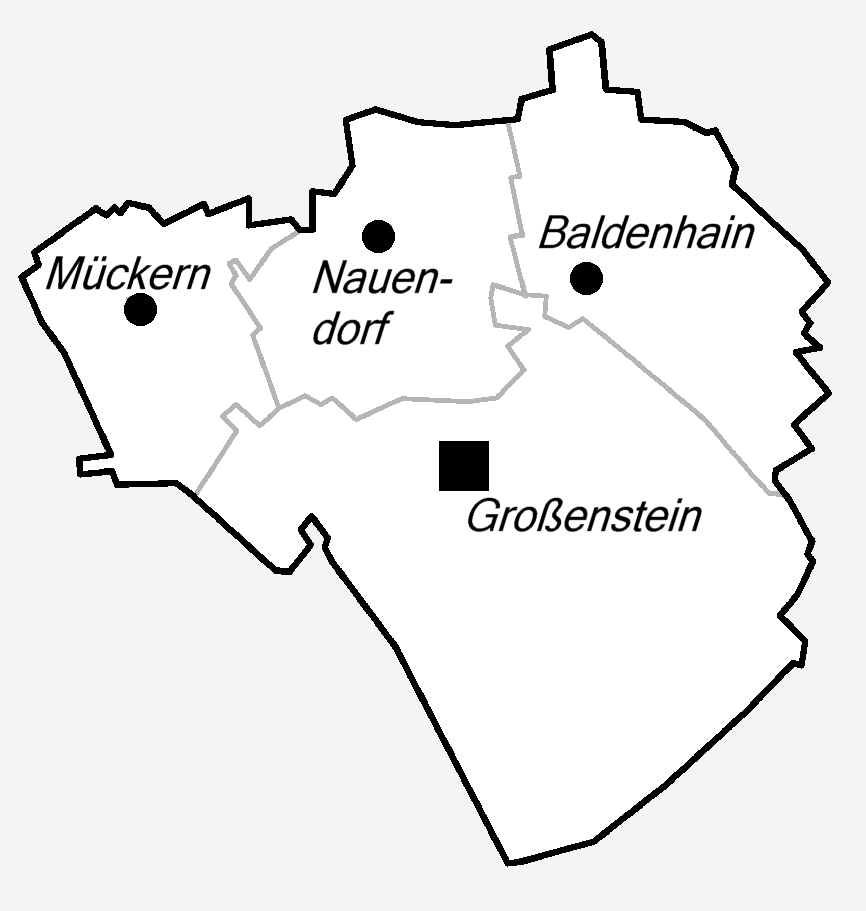
Gemeindegliederung

Die Gemeinde gliedert sich in Baldenhain, Großenstein, Mückern und Nauendorf auf.

## Geschichte
Erstmals erwähnt wurde Großenstein im Jahre 1294 unter dem Namen Stegen, später auch als Stein und seit Ende des 16. Jahrhunderts als Großenstein. Bis zur Reformation war die Kirche des Ortes dem vogtländischen Kloster Cronschwitz inkorporiert. Bis 1918 gehörten Großenstein, Baldenhain und Mückern zu Sachsen-Altenburg und waren seit 1900 dem Landratsamt Ronneburg zugehörig. Nauendorf gehörte zum Fürstentum Reuß jüngerer Linie. 1922 gingen die Orte an den Landkreis Gera.
Ursprünglich existierten um Großenstein herum verteilt drei Windmühlen, die auf einer Wanderkarte von 2013 noch verzeichnet sind:
- die Kreutzmühle im Süden an der Straße nach Ronneburg (verbracht ins Landwirtschaftsmuseum Blankenhain)
- die Mehlhornsmühle westlich an der Straße nach Mückern gelegen
- die Rohmersmühle nördlich an der Straße nach Nauendorf gelegen

Die Mehlhornsmühle, eine ehemalige Bockwindmühle, existiert noch, jedoch ohne Windmühlenflügel, außerdem wurde sie mit Ziegeln untermauert und ein scheunenartiger Anbau angebracht. Direkt neben ihr befindet sich das bewohnte Mülleranwesen (Stand 2023).
Auf dem Gelände der Rohmersmühle befindet sich ein Betrieb. Scheinbar wurde diese Mühle abgerissen (Stand 2023).

### Eingemeindungen
Am 1. Juli 1950 wurden die bis dahin eigenständigen Gemeinden Baldenhain, Mückern und Nauendorf eingegliedert.

### Einwohnerentwicklung
1910 hatten die Orte zusammengenommen 1514 Einwohner. 1933 waren es aufkumuliert 1528 Einwohner.
Entwicklung der Einwohnerzahl (31. Dezember):
| - 1994: 1.410 - 1995: 1.414 - 1996: 1.423 - 1997: 1.431 - 1998: 1.436 - 1999: 1.460 | - 2000: 1.482 - 2001: 1.474 - 2002: 1.450 - 2003: 1.446 - 2004: 1.436 - 2005: 1.420 | - 2006: 1.395 - 2007: 1.381 - 2008: 1.364 - 2009: 1.340 - 2010: 1.307 - 2011: 1.278 | - 2012: 1.295 - 2013: 1.283 - 2014: 1.257 - 2015: 1.224 - 2016: 1.248 - 2017: 1.228 | - 2018: 1.217 - 2019: 1.201 - 2020: 1.210 - 2021: 1.208 - 2022: 1.199 - 2023: 1.200 |

Datenquelle: Thüringer Landesamt für Statistik

## Politik

### Gemeinderat
Der Gemeinderat wurde bei den Kommunalwahlen in Thüringen 2024 in einer Mehrheitswahl bestimmt. Alle zwölf Mitglieder des Gemeinderats gehören der Gruppe "Freie Wähler Großenstein" an. Die Wahlbeteiligung lag bei 66,4 %.

### Bürgermeister
1994 setzte sich Rolf Steffens von der FDP mit 86,2 % der Stimmen im ersten Wahlgang gegen weitere Mitbewerber durch. Die Wiederwahl erfolgte 1999 mit 82,2 %. 2004 wurde Ulrich Tröger (Pro Kommune) mit 65,0 % im ersten Wahlgang zum neuen Bürgermeister gewählt. 2010 folgte Karin Liebschner mit 96,2 % der Stimmen im Amt. Sie wurde 2016 mit 97,1 % wiedergewählt, unterlag aber 2022 Mario Richter, der 61,8 % der Stimmen erzielte.

### Wappen und Flagge
Blasonierung: „Auf silbernen Grund ein grüner Lindenbaum, der mit einem goldenen Schild, darin ein schwarzer linksschreitender Kiebitz, belegt ist, beseitet von zwei schwarzen Rauten; im grünen Schildfuß ein silberner Wellenbalken.“
Die Flagge der Gemeinde ist grün/weiß gespalten und trägt das Gemeindewappen.

## Kultur und Sehenswürdigkeiten

### Bauwerke

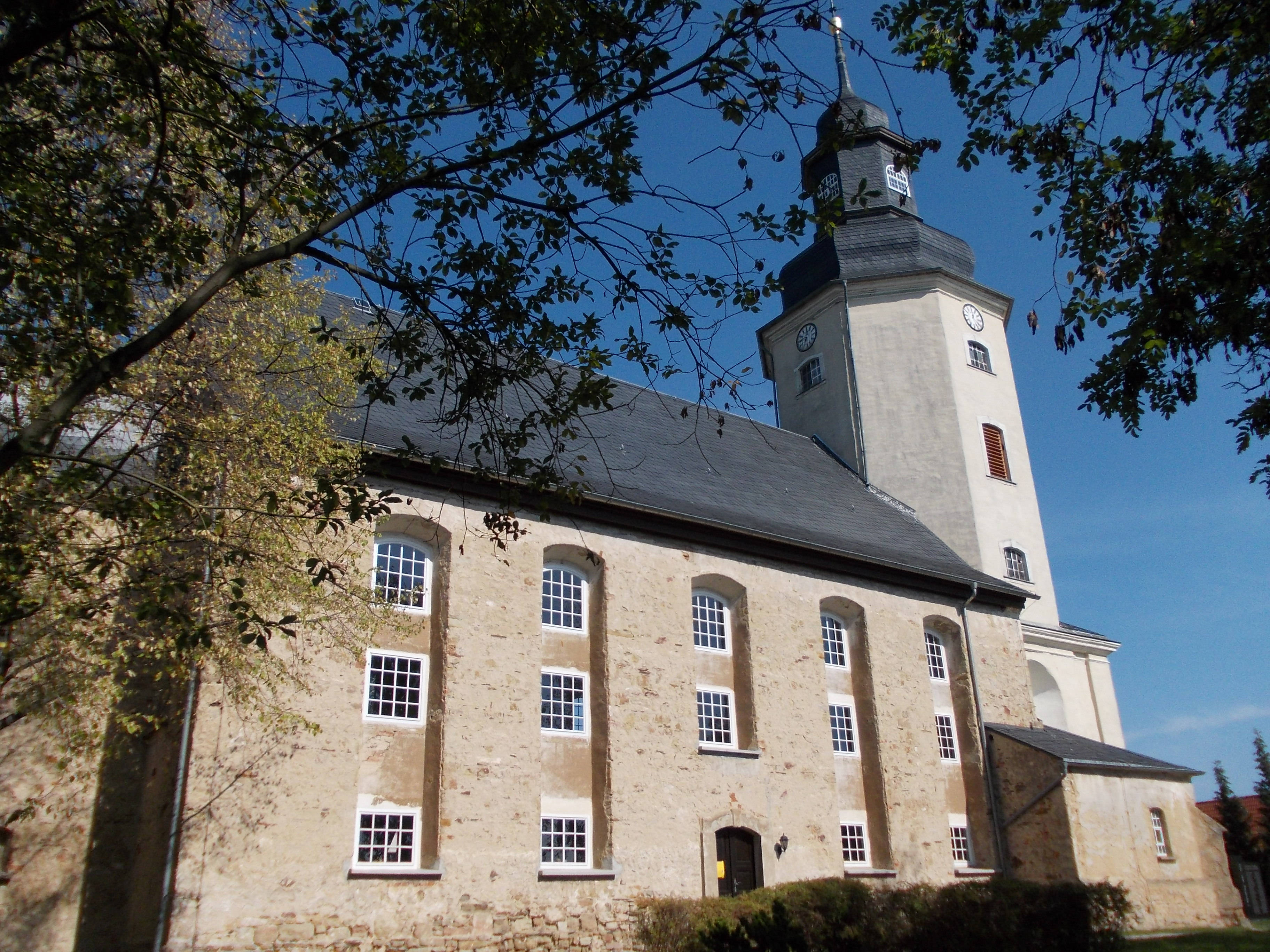
Großensteiner Pfarrkirche

In der nach einem Feuer 1759 wiederaufgebauten Großensteiner Pfarrkirche mit 450 Sitzplätzen befindet sich die größte je gebaute zweimanuale barocke Poppe-Orgel mit 33 klingenden Registern. Der Turm der Kirche wurde erst 1785 fertiggestellt. Die drei Glocken wurden von der Glockengießerfamilie Ulrich in Apolda gegossen. Eine der Glocken hat einen Durchmesser von 1253 mm und ein Gewicht 1.060 kg. Sie tönt im Kammerton a' (435 Hz).
Daneben fallen 13 Vierseitenhöfe und zahlreiche Fachwerkhäuser auf. Seit 1999 gibt es ein Heimatmuseum. Sehr zentral im Ort ist das Umgebindehaus am Schmiedeberg von 1755 zu finden, das Kulturdenkmal des Freistaates Thüringen ist und 2000 mit dem Thüringer Denkmalschutzpreis ausgezeichnet wurde.
Die Großensteiner Bockwindmühle („Kreutzmühle“) wurde in den 1980er Jahren in das Deutsche Landwirtschaftsmuseum Blankenhain umgesetzt.

### Regelmäßige Veranstaltungen
Zu den jährlich wiederkehrenden Veranstaltungen zählen das Maibaumsetzen in Nauendorf und das Schützenfest in Großenstein.

## Wirtschaft und Infrastruktur

### Verkehr

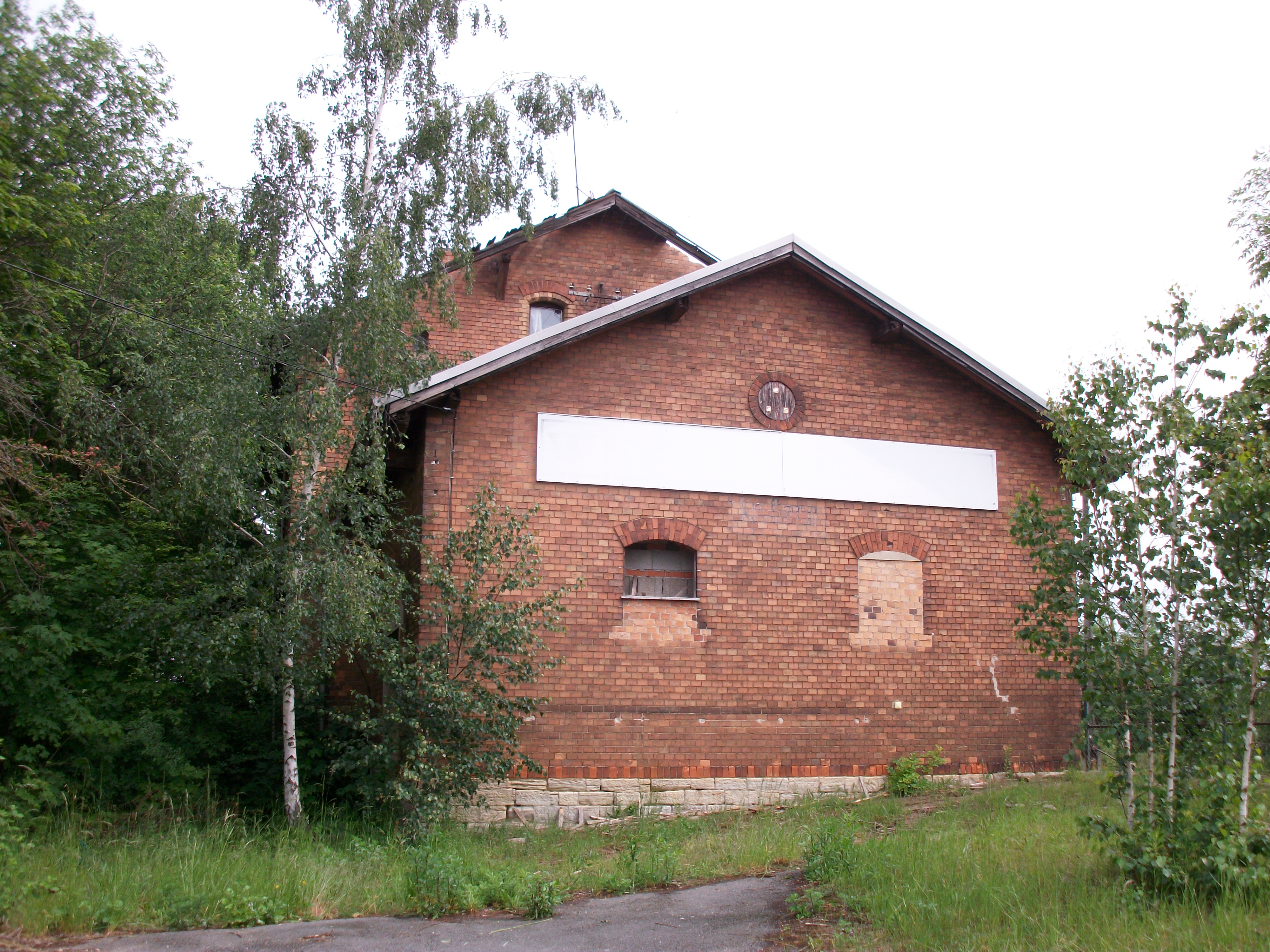
Ehemaliger Bahnhof Großenstein (Kr Gera), Empfangsgebäude

Großenstein liegt an der Landesstraße L 1081 von Chursdorf bei Seelingstädt über Ronneburg nach Pölzig und zur sachsen-anhaltischen Landesgrenze bei Heuckewalde. Die Kreisstraße K 113 führt zum Nachbarort Korbußen, die K 114 verbindet Großenstein über Nauendorf mit Brahmenau. Die nächstgelegene Autobahnanschlussstelle befindet sich an der BAB 4 bei Gera-Leumnitz. Der Omnibusbetrieb Güter Herzum bedient die Gemeinde im Öffentlichen Personennahverkehr über die Werktags außer samstags verkehrende Buslinie 211 Gera–Ronneburg–Reichstädt–Großbraunshain–Beiersdorf. Ein Anschluss an den Schienenpersonennahverkehr bestand bis 1972 an der Bahnstrecke Meuselwitz–Ronneburg. Seit 1978 wird ein Teil der Strecke von der Wismut-Werkbahn für den Transport von Sand aus Kayna genutzt. Die nächste Bahnstation befindet sich etwa drei Kilometer entfernt in Ronneburg, wo Regional-Express-Verbindungen nach Zwickau, Altenburg und Erfurt–Göttingen bestehen.

### Wasserver- und Abwasserentsorgung
Die Gemeinde Großenstein ist Mitglied im Zweckverband Wasser / Abwasser Mittleres Elstertal. Dieser übernimmt für die Gemeinde die Trinkwasserversorgung und Abwasserentsorgung.

## Söhne und Töchter des Ortes
- Hugo Hanitsch (1851–1933), deutscher Richter, Staatsanwalt und Politiker